# Jacob Roggeveen
Jacob Roggeveen (n. 1 februarie 1659, Middelburg - d. 31 ianuarie 1729, Middelburg) a fost un explorator din Țările de Jos, trimis să descopere ipoteticul continent Terra Australis, dar care a descoperit, în schimb, accidental, Insula Paștelui.

## Începuturi
Tatăl său, Arend Roggeveen, era un matematician ce avea cunoștințe de astronomie, geografie și teoria navigației. El s-a ocupat cu studiul legendei continentului Terra Australis, și a primit o patentă pentru o expediție de explorare; însă, la 62 de ani, doar fiul său avea să echipeze trei corăbii și să pornească în această expediție.
Înainte de călătorie, Jacob Roggeveen dusese o viață animată. A devenit notar în Middelburg (capitala provinciei Zeelanda, unde s-a născut) la 30 martie 1683. La 12 august 1690 a devenit doctor în drept, la Universitatea Harderwijk. S-a căsătorit cu Marija Margaerita Vincentius, care însă a murit în octombrie 1694. În 1706 s-a angajat la Compania Olandeză a Indiilor Orientale și, între 1707 și 1714 a fost Raadsheer van Justitie la Batavia (astăzi Jakarta). Acolo, s-a recăsătorit cu Anna Adriana Clement, dar și ea a murit la scurt timp după aceea. În 1714, s-a întors singur la Middelburg.
S-a implicat în controversele religioase, susținându-l pe preotul liberal Pontiaan van Hattem pentru care a publicat De val van 's werelds afgod (Căderea idolului lumii). Prima parte a apărut în 1718, la Middelburg, și a fost confiscată și arsă de consiliul local. Roggeveen a plecat din Middelburg în Vlissingen, după care s-a stabilit în orășelul Arnemuiden, unde a publicat părțile a doua și a treia a seriei.

## Explorarea
La 1 august 1721 a plecat în expediția sa, în serviciul Companiei Olandeze a Indiilor Occidentale, în scopul de a descoperi Terra Australis. Expediția era formată din trei corăbii, Arend, Thienhoven și Afrikaansche Galey.
Roggeveen a mers întâi în Insulele Falkland (pe care le-a rebotezat „Belgia Australis”), a trecut prin strâmtoarea Le Maire și a continuat spre sud până dincolo de paralela de 60 de grade și a intrat în Oceanul Pacific. Acolo, a acostat lângă Valdivia, Chile. A vizitat Insulele Juan Fernández, unde a stat între 24 februarie și 17 martie. Expediția a descoperit apoi Insula Paștelui (Rapa Nui) în Duminica Paștelui, la 5 aprilie 1722  (unde a declarat că a găsit 2.000-3.000 de locuitori). De acolo, a mers la Batavia prin arhipelagul Tuamotu, Insulele Societății și Samoa. Acolo a fost arestat pentru încălcarea monopolului Companiei Olandeze a Indiilor Orientale, dar compania a trebuit apoi să-l elibereze și să-i plătească despăgubiri lui și echipajului. În 1723, Roggeveen s-a întors în Țările de Jos.
După revenire, Roggeveen a publicat și partea a patra din De val van 's werelds afgod.